# Johanna Helena Herolt

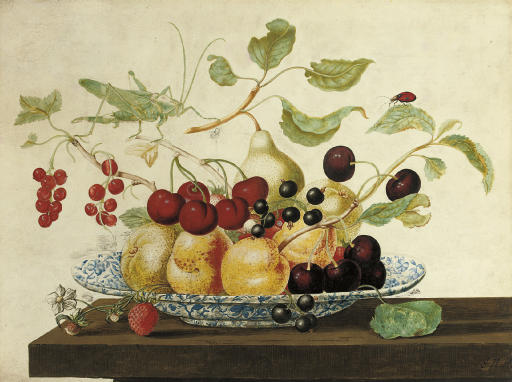
Stilleven met fruit en insecten

Johanna Helena Herolt-Graff (Frankfurt-am-Main 5 januari 1668 - Suriname circa 1723-1730) was een Duitse tekenaar-schilder van insecten, stillevens en planten. Zij werkte in Wieuwerd, Amsterdam en Suriname.

## Familie
Johanna was het oudste kind van het schilder-echtpaar Johann Andreas Graff en Maria Sibylla Merian. Artistiek wordt zij als een leerlinge van haar beroemde moeder Maria aanzien. Haar zus Dorothea zat ook in het vak, net zoals de stiefvader van haar moeder Jacob Marrell. Als kind leefde Johanna achtereenvolgens in Frankfurt-am-Main, in Nürnberg (1670) en opnieuw in Frankfurt (1678). Dit had te maken met het moeilijke huwelijksleven van haar ouders; beiden gingen het liefst hun eigen weg.

## Wieuwerd
In 1686 trok moeder Maria met haar dochters Johanna en Dorothea naar Wieuwerd. De grootmoeder van Johanna reisde mee doch niet Johanna's vader. De vier vrouwen leefden in de commune van de Labadisten, op een landgoed van de Surinaamse gouverneur Cornelis van Aerssen van Sommelsdijck. Hier leerde Johanna het schildersvak, met inbegrip van de zin voor observatie, voor detailtekening en afwerking. Pogingen van vader Johann om in de commune te leven (of mee te schilderen) waren vruchteloos.

## Amsterdam
Omwille van infectieziekten en geldzorgen verhuisden Johanna en haar familie van het landgoed in Wieuwerd naar Amsterdam (1691). Hier geraakte de familie opgenomen in een kring van mecenassen, botanici en handelslui. De Hortus Botanicus was voor Johanna een begrijpelijke bron van inspiratie voor haar aquarellen met exotische planten. Johanna huwde met Jacob Hendrik Herolt (1692), een handelaar met activiteiten in Suriname.

## Suriname
In 1711 verhuisden Johanna en Jacob naar Suriname. Johanna bekwaamde zich verder, net zoals haar moeder, in het schilderen van insecten. Het blijft onduidelijk of Johanna gravures heeft uitgegeven onder de naam van haar beroemde moeder. Johanna stierf in Suriname ergens tussen 1723 en 1730.
- Biografisch Portaal: 70927887
- Stuttgart Database of Scientific Illustrators 1450–1950: 4921
- Gemeinsame Normdatei: 135900085
- International Standard Name Identifier: 0000 0000 7881 6908
- Library of Congress Control Number: nr2003000175
- RKD-Nederlands Instituut voor Kunstgeschiedenis: 37866
- Union List of Artist Names: 500049496
- Virtual International Authority File: 80337705
- WorldCat: E39PBJyRwCDJqw4KW86pMPBMfq